# Thuiaria breitfussi
Thuiaria breitfussi is een hydroïdpoliep uit de familie Sertulariidae. De poliep komt uit het geslacht Thuiaria. Thuiaria breitfussi werd in 1914 voor het eerst wetenschappelijk beschreven door Kudelin. 